# NGC 1365
NGC 1365 är en stavgalax med en magnitud på 10,3, som ligger 56 miljoner ljusår bort, i stjärnbilden Ugnen. Kärnan har oval form och spiralarmarna sträcker sig norrut och söderut i vida kurvor från ändarna på den väst-östliga staven i mitten.

## Supermassivt svart hål
Det centrala svarta hålet roterar i 85% av ljushastighet, vilket är den högsta uppmätta rotationshastigheten på ett svart hål.. Hålet har en massa motsvarande 2 miljoner solmassor.